# Georgij Ščennikov
Georgij Michajlovič Ščennikov (in russo Георгий Михайлович Щенников?; traslitterazione anglosassone: Georgij Mikhailovich Schennikov; 27 aprile 1991) è un ex calciatore russo, di ruolo difensore.

## Caratteristiche tecniche
Nel 2010 è stato inserito nella lista dei migliori calciatori nati dopo il 1989 stilata da Don Balón.
Nel 2012 è stato inserito nella lista dei migliori calciatori nati dopo il 1991 stilata da Don Balón.

## Carriera

### Club
Terzino sinistro, cresciuto nelle giovanili del CSKA Mosca, debutta in prima squadra il 6 agosto 2008 nel match di Coppa di Russia contro il Torpedo Vladimir. Il 24 ottobre 2008 subentra nel corso del match di Coppa UEFA contro il Deportivo La Coruña, debuttando in una competizione europea prima ancora di ottenere la prima presenza in campionato.
Entra stabilmente a far parte della squadra titolare a partire dal 2009.

### Nazionale
Partecipa alle qualificazioni per l'Europeo Under-21 2011 con la selezione di categoria.
Viene convocato per gli Europei 2016 in Francia.

## Palmarès
- Coppa di Russia: 4

CSKA Mosca: 2008-2009, 2010-2011, 2012-2013, 2022-2023
- Supercoppa di Russia: 3

CSKA Mosca: 2009, 2013, 2018
- Campionato russo: 1

CSKA Mosca: 2012-2013